# Gottfried Benn

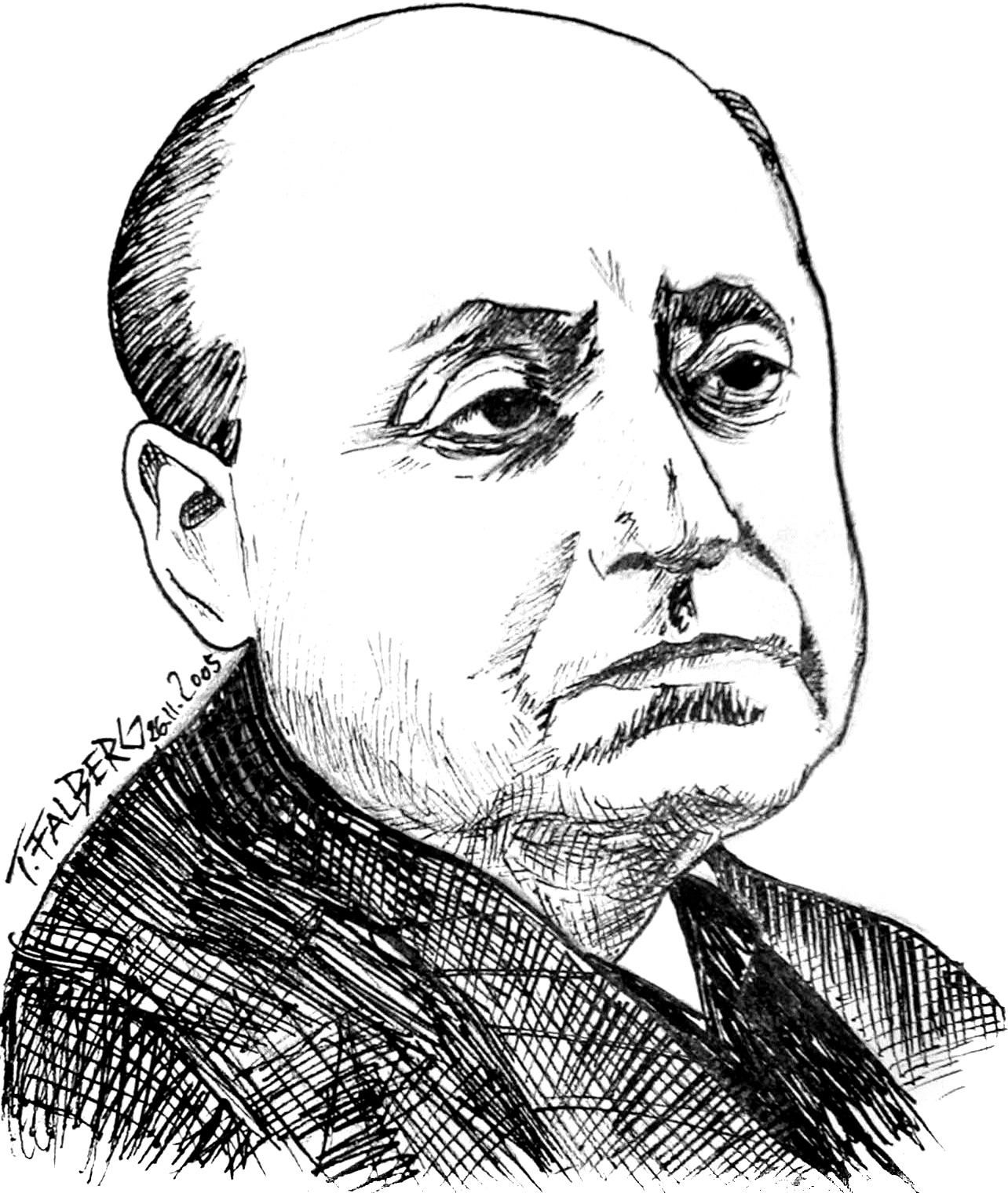
Gottfried Benn cca. 1951; desen de Tobias Falberg

Gottfried Benn (n. 2 mai 1886, Putlitz, Brandenburg, Germania – d. 7 iulie 1956, Berlinul Occidental, Germania sub ocupație aliată) a fost un doctor, poet și eseist german.